# السوفتبول في أولمبياد 2004
في تنافسات رياضة سوفتبول في الألعاب الأولمبية الصيفية الثامنة والعشرون تنافست 8 دول على ميدالية ذهبية واحدة. كانت الكرة الناعمة في أولمبياد أثينا واحدة من الألعاب التي كانت حكرا على السيدات بجانب السباحة الإيقاعية والجمباز الإيقاعي. تم التنافس بين الفرق من 14 إلى 23 أغسطس 2006.
| الترتيب | الدولة                     | الميداليات | المجموع |
| 1       | الولايات المتحدة الأمريكية | 1 ذهبية    | 1       |
| 2       | أستراليا                   | 1 فضية     | 1       |
| 3       | اليابان                    | 1 برونزية  | 1       |